# Giuseppe Manfredini (pittore)
Giuseppe Manfredini (Milano, 1754 circa – Brescia, 15 gennaio 1815) è stato un pittore italiano.

## Biografia
Giuseppe Manfredini nacque dal pittore e architetto cremonese Giovanni Battista (1730-1790) e da Lucia Paderni, secondogenito dopo Paolo (1754-1805) e prima di Serafino (ca 1760-ca 1827), che divenne anch'egli un pittore, attivo soprattutto nel restauro dei dipinti e nella decorazione.
Fu allievo del padre, con il quale collaborò verso il 1784 nelle decorazioni di palazzo Maffi, a Cremona, mentre interamente di sua mano sembrano essere gli affreschi di una stanza di palazzo Cavalcabò, sempre a Cremona, eseguiti poco prima del 1790. Morto in quell'anno il padre, la prima importante commissione di Giuseppe furono le decorazioni del salone e di due altre stanze del palazzo Stanga Trecco, datate al 1791, nelle quali Manfredini mostra di conoscere l'opera di Annibale Carracci, osservata nei palazzi Magnani e Fava, a Bologna, e a palazzo Farnese a Roma.